# Маннерз, Терри
Те́ренс «Те́рри» Го́рдон Ма́ннерз (англ. Terence Gordon "Terry" Manners; род. 19 октября 1939, Левин) — новозеландский легкоатлет, бегун-марафонец. Выступал на крупных международных соревнованиях в период 1965—1982 годов, многократный победитель и призёр забегов национального значения, участник летних Олимпийских игр в Мюнхене.

## Биография
Терри Маннерз родился 19 октября 1939 года в городе Левин региона Манавату-Уангануи. Проходил подготовку в легкоатлетическом клубе в Хокс-Бей.
Впервые заявил о себе в ноябре 1965 года, выиграв марафон в Фейлдинге. В последующие годы занёс в актив ещё несколько выступлений, выиграл первенство штата Квинсленд в марафонской дисциплине, становился серебряным и бронзовым призёром чемпионатов Австралии, в 1971 году финишировал пятым на Фукуокском марафоне.
В 1972 году вошёл в основной состав новозеландской национальной сборной и благодаря череде удачных выступлений удостоился права защищать честь страны на летних Олимпийских играх в Мюнхене — в итоге пробежал здесь марафон за 2:25:29 и расположился в итоговом протоколе соревнований на 34 строке.
После мюнхенской Олимпиады Маннерз остался в составе легкоатлетической команды Новой Зеландии и продолжил принимать участие в крупнейших международных стартах. Так, в 1973 году он выиграл марафон в Инглвуде и стал третьим в зачёте новозеландского национального первенства.
В 1974 году выступал на домашних Играх Содружества в Крайстчерче, где прибежал к финишу четвёртым и, показав время 2:12:59, установил свой личный рекорд. Также в этом сезоне показал четвёртое время на Фукуокском марафоне.
Сделав некоторый перерыв в спортивной карьере, в 1977 году Терри Маннерз вернулся в большой спорт, закрыл десятку сильнейших на марафоне в Пуэрто-Рико, одержал победу на чемпионате Новой Зеландии.
В 1978 стал вторым в зачёте новозеландского национального первенства, тогда как на Играх Содружества в Эдмонтоне занял 13 место.
В 1980 году был 29 на марафоне в Ванкувере, год спустя финишировал третьим марафоне в Торонто и 29 на марафоне во Франкфурте-на-Майне.
Последний раз показал сколько-нибудь значимый результат на международной арене в сезоне 1982 года, когда принял участие в престижнейшем Нью-Йоркском марафоне и занял на нём итоговое 91 место.